# Герб комуни Кунгельв
Герб комуни Кунгельв (швед. Kungälvs kommunvapen) — символ шведської адміністративно-територіальної одиниці місцевого самоврядування комуни Кунгельв.

## Історія
На давній міській печатці було зображено вежу, меч і лева. Ці символи було використано 1660 року для герба ландскапу Богуслен.
Для відміни від герба ландскапу, де меч і лев були сині, на міському гербі ці елементи подавалися червоною емаллю. Також дещо інакше було виконано вежу, яка перетворилася на двоаркову браму. Цей герб отримав королівське затвердження 1951 року як символ міста Кунгельв. 
Після адміністративно-територіальної реформи, проведеної в Швеції на початку 1970-х років, муніципальні герби стали використовуватися лишень комунами. Тому з 1971 року цей герб представляє комуну Кунгельв, а не місто. Новий герб комуни Кунгельв офіційно зареєстровано 1974 року.
Герб міста Марстранд, що також увійшло до складу комуни, більше не використовується.

Герб міста Марстранд (–1970)

## Опис (блазон)
У срібному полі над відділеною хвилясто синьою основою міська брама з двома арками, праворуч якої меч вістрям вгору, а ліворуч спинається лев, усе червоне.

## Зміст
Сучасний герб базується на символі з середньовічної печатки Кунгельва. Міська брама означає міські укріплення. Лев імовірно походить з герба Норвегії. 